# Casimir Funk
Casimir Funk, eller Kazimierz Funk, född 23 februari 1884 i Warszawa, död 19 november 1967, var en polsk biokemist. Han är allmänt ansedd som den som först formulerade vitaminbegreppet 1912, och kallade dessa vital amines eller vitamines.

## Liv
Casimir Funk var son till en framstående dermatolog. Han studerade i Berlin och Schweiz där han doktorerade i organisk kemi vid universitetet i Bern 1904. Han arbetade på Institut Pasteur i Paris, och sedan i Berlin, och senare på Lister Institute i London. 1915 flyttade han till USA där han blev medborgare 1920. Han återvände till sitt hemland Polen, men upplevde det för politiskt instabilt så han flyttade 1927 till Paris där han grundade ett eget forskningsinstitut, Casa Biochemica.
Efter andra världskrigets utbrott 1939 flyttade han till USA permanent 1939. 1940 grundade han där Funk Foundation for Medical Research.
Casimir Funk avled i cancer 1967 i New York, 83 år gammal.

## Vetenskapliga bidrag
Efter att ha läst en artikel av holländaren Christiaan Eijkman som tydde på att människor som åt brunt ris var mindre sårbara för beriberi än de som åt vitt ris, försökte han isolera det ämne som lett till detta och lyckades omkring 1912. Eftersom substansen innehöll en amingrupp kallade han det vitamine (vitamin). Det kom senare att bli känt som vitamin B1 (tiamin). Han lade fram hypotesen att olika sjukdomar som engelska sjukan, pellagra, celiaki och skörbjugg även kunde botas med vitaminer. E:et i slutet på vitamine togs bort då man senare insåg att vitaminer inte behövde innehålla amingrupper.
Han postulerade senare existensen av andra grundläggande näringsämnen som senare kom att bli kända som B1, B2, C, och D. 1936 fastslog han tiamins molekylära struktur, även om han inte var den förste att isolera det. Han var den förste att isolera nikotinsyra (även kallat niacin eller vitamin B3).
Funk bedrev också forskning kring hormoner, diabetes, magsår och biokemi kring cancer.